# Сонгз, Трей
Треме́йн О́лдон Не́версон (англ. Tremaine Aldon Neverson), более известный как Трей Сонгз (англ. Trey Songz; род. 28 ноября 1984, Питерсберг, Виргиния, США) — американский певец и автор песен, продюсер и актёр.

## Биография
Трей Сонгз родился в Питерсберге, штат Виргиния. Его вокальные способности проявились в возрасте 14 лет. На сегодняшний день записал семь альбомов:
I Gotta Make It (2005),  Trey Day (2007), Ready (2009), Passion, Pain & Pleasure (2010),  Chapter V (2012), Trigga (2014), Tremaine (2017).

## Дискография
- I Gotta Make It (2005)
- Trey Day (2007)
- Ready (2009)
- Passion, Pain & Pleasure (2010)
- Chapter V (2012)
- Trigga (2014)
- Tremaine (2017)

## Фильмография
| Год  |     | Русское название              | Оригинальное название | Роль   |
| ---- | --- | ----------------------------- | --------------------- | ------ |
| 2010 | ф   | Блудная дочь                  | Preacher's Kid        | Монти  |
| 2011 | ф   | Королева СМИ                  | Queen of Media        | Трей   |
| 2013 | ф   | Техасская резня бензопилой 3D | Texas Chainsaw 3D     | Райан  |
| 2013 | ф   | Выдача багажа                 | Baggage Claim         | Дэймон |
| 2014 | кор |                               | You're Mine           |        |